# Szkoła ideologów
Szkoła ideologów (fr. Société des idéologues) – grupa filozoficzna i reprezentowana przez nią doktryna powstała w XVIII-wiecznej Francji, utworzona przede wszystkim pod wpływem filozofii Étienne de Condillaca, ale również niektórych innych myślicieli tego okresu (np. Claude'a Adriena Helvétiusa czy innych encyklopedystów). Pod pojęciem "ideologii" przedstawiciele grupy rozumieli "naukę o ideach", a nie współczesne rozumienie tego terminu, wywodzące się z marksizmu. Głównym ośrodkiem ideologów była Akademia Nauk Moralnych i Politycznych (zamknięta przez Napoleona po tym, jak został cesarzem). 

## Przedstawiciele szkoły
Głównymi przedstawicielami szkoły byli Pierre Laromiguière (najbliższy uczeń Condillaca, który usystematyzował jego poglądy), Destutt de Tracy (filozof, ekonomista i polityk, twórca pojęcia ideologia), Pierre Cabanis (filozof i fizjolog), Volney (pisarz i historyk) oraz Dominique Joseph Garat (adwokat, publicysta i polityk). 